# Hangvars socken
Hangvars socken ingick i Gotlands norra härad, ingår sedan 1971 i Gotlands kommun och motsvarar från 2016 Hangvars distrikt.
Socknens areal är 84,18 kvadratkilometer, varav 83,85 land. År 2020 fanns här 346 invånare. Kyrkbyn Hangvar/Kyrkebys med sockenkyrkan Hangvar kyrka ligger i socknen. 

## Administrativ historik
Hangvars socken har medeltida ursprung Socknen införlivade troligen under första hälften av 1500-talet Elinghems socken. Socknen tillhörde Forsa ting som i sin tur ingick i Rute setting i Nordertredingen.
Vid kommunreformen 1862 övergick socknens ansvar för de kyrkliga frågorna till Hangvars församling och för de borgerliga frågorna bildades Hangvars landskommun. Landskommunen inkorporerades 1952 i Lärbro landskommun och ingår sedan 1971 i Gotlands kommun.  Församlingen uppgick 2002 i Hangvar-Halls församling  som 2012 uppgick i Forsa församling.
1 januari 2016 inrättades distriktet Hangvar, med samma omfattning som församlingen hade 1999/2000.  
Socknen har tillhört samma fögderier och domsagor som Gotlands norra härad. De indelta båtsmännen tillhörde Gotlands första båtsmanskompani.

## Geografi
Hangvars socken ligger innan för västra kusten i nordvästra Gotland. Socknen är en slättbygd med skogar och myrar, i väster med branta klintar.
I nordväst ligger Hall-Hangvars naturreservat.

### Gårdsnamn
Austers, Bäcks, Flenvike, Gullauser, Häftings Lilla, Häftings Stora, Ire Lilla, Ire Stora, Kassle, Kullshage, Kvie, Kyrkebys, Lunds, Olarve, Prästgården, Sigsarve, Skälstäde, Snäckers, Suderbys, Tajnungs, Tibbles.

## Fornlämningar
Sliprännor i fast häll och i block finns i socknen. Kända från socknen är boplatser från stenåldern samt gravrösen och skärvstenshögar från bronsåldern. Från järnåldern finns ett 25-tal gravfält, stensträngar och fyra fornborgar. Fyra runristningar finns här också.

## Namnet
Namnet (1300-talet Hangwerj) har tolkats som ett förled hang, 'hängande' och efterleden var, 'strand', vilket då skulle syfta på "de hängande" klintrana.

## Befolkningsutveckling
| Befolkningsutvecklingen i Hangvars socken 1780–2020 | Befolkningsutvecklingen i Hangvars socken 1780–2020 | Befolkningsutvecklingen i Hangvars socken 1780–2020 | Befolkningsutvecklingen i Hangvars socken 1780–2020 | Befolkningsutvecklingen i Hangvars socken 1780–2020 |
| --- | --------------------------------------------------- | --------------------------------------------------- | --------------------------------------------------- | --------------------------------------------------- |
| |                                                     |                                                     |                                                     |                                                     |
| År |                                                     |                                                     | Folkmängd                                           |                                                     |
| 1780 | 1780                                                |                                                     | 317                                                 |                                                     |
| 1790 | 1790                                                |                                                     | 298                                                 |                                                     |
| 1810 | 1810                                                |                                                     | 343                                                 |                                                     |
| 1820 | 1820                                                |                                                     | 382                                                 |                                                     |
| 1830 | 1830                                                |                                                     | 459                                                 |                                                     |
| 1840 | 1840                                                |                                                     | 562                                                 |                                                     |
| 1850 | 1850                                                |                                                     | 630                                                 |                                                     |
| 1860 | 1860                                                |                                                     | 845                                                 |                                                     |
| 1870 | 1870                                                |                                                     | 1 003                                               |                                                     |
| 1880 | 1880                                                |                                                     | 963                                                 |                                                     |
| 1890 | 1890                                                |                                                     | 918                                                 |                                                     |
| 1900 | 1900                                                |                                                     | 948                                                 |                                                     |
| 1910 | 1910                                                |                                                     | 917                                                 |                                                     |
| 1920 | 1920                                                |                                                     | 890                                                 |                                                     |
| 1930 | 1930                                                |                                                     | 902                                                 |                                                     |
| 1940 | 1940                                                |                                                     | 815                                                 |                                                     |
| 1950 | 1950                                                |                                                     | 692                                                 |                                                     |
| 1960 | 1960                                                |                                                     | 561                                                 |                                                     |
| 1970 | 1970                                                |                                                     | 485                                                 |                                                     |
| 1980 | 1980                                                |                                                     | 488                                                 |                                                     |
| 1990 | 1990                                                |                                                     | 452                                                 |                                                     |
| 2000 | 2000                                                |                                                     | 415                                                 |                                                     |
| 2010 | 2010                                                |                                                     | 366                                                 |                                                     |
| 2020 | 2020                                                |                                                     | 346                                                 |                                                     |
| Anm: Källor: Umeå universitet - Tabellverket 1749-1859, Demografiska databasen, CEDAR, Umeå universitet, Befolkningsutvecklingen i Gotlands socknar 2000 - 2010, Folkmängden per distrikt, landskap, landsdel eller riket efter kön. År 2015 - 2022. |                                                     |                                                     |                                                     |                                                     |

### Fotnoter
1. 1 2  Svensk Uppslagsbok andra upplagan 1947–1955: Hangvar socken
2. ↑  ”Folkmängden per distrikt, landskap, landsdel eller riket efter kön. År 2015 - 2022”. Statistikdatabasen. Statistiska centralbyrån. http://www.statistikdatabasen.scb.se/pxweb/sv/ssd/START__BE__BE0101__BE0101A/FolkmangdDistrikt/. Läst 23 april 2023.
3. ↑  Harlén, Hans; Harlén Eivy (2003). Sverige från A till Ö: geografisk-historisk uppslagsbok. Stockholm: Kommentus. Libris 9337075. ISBN 91-7345-139-8
4. ↑  ”Församlingar”. Statistiska centralbyrån. https://www.scb.se/hitta-statistik/regional-statistik-och-kartor/regionala-indelningar/forsamlingar/. Läst 30 december 2022.
5. ↑  Administrativ historik för Hangvar socken (Klicka på församlingsposten). Källa: Nationella arkivdatabasen, Riksarkivet.
6. ↑  Om Gotlands båtsmanskompani
7. 1 2  Sjögren, Otto (1931). Sverige geografisk beskrivning del 2 Östergötlands, Jönköpings, Kronobergs, Kalmar och Gotlands län. Stockholm: Wahlström & Widstrand. Libris 9939
8. 1 2  Nationalencyklopedin
9. ↑  Förteckning över slipskåror
10. ↑  Fornlämningar, Statens historiska museum: Hangvars socken
11. ↑  Fornminnesregistret, Riksantikvarieämbetet: Hangvars socken Fornminnen i socknen erhålls på kartan genom att skriva in sockennamn (utan "socken") i "Ange geografiskt område"
12. ↑  Mats Wahlberg, red (2003). Svenskt ortnamnslexikon. Uppsala: Institutet för språk och folkminnen. Libris 8998039. ISBN 91-7229-020-X. https://isof.diva-portal.org/smash/get/diva2:1175717/FULLTEXT02.pdf